# Romanizarea revizuită a limbii coreene
Romanizarea Revizuită a limbii coreene (국어의 로마자 표기법 Gugeoui romaja pyogibeop) este sistemul oficial de romanizare a limbii coreene în Coreea de Sud, adoptat de Ministerul Culturii și al Turismului în defavoarea sistemului McCune-Reischauer. Noul sistem elimină diacriticele în favoarea digramelor și este o reprezentație mai fidelă a fonologiei coreene.
Romanizarea Revizuită se limitează la utilizarea literelor alfabetului latin de bază și a cratimei. A fost conceput de Academia Națională a Limbii Coreene începând din 1995 și a fost lansată public pe 7 iulie 2000 de Ministerul Culturii și al Turismului din Coreea de Nord, în Proclamația nr. 2000-8, care evidențiază următoarele motive pentru adopția noului sistem:
- Promovează romanizarea consecventă de către vorbitorii nativi, datorită transcrierii mai fidele a caracteristicilor importante ale limbii.
- Reduce confuzia cauzată de omiterea frecventă a apostrofurilor și a diacriticelor.
- Stabilește compatibilitatea dintre limba coreeană și textul ASCII din domeniile de internet.

## Trăsături
Principiile de bază ale romanizării sunt:
- Romanizarea se bazează pe pronunția standard a limbii coreene.
- Simbolurile care nu sunt litere latine sunt evitate pe cât posibil.

Acestea sunt unele trăsături notabile ale sistemului de Romanizare Revizuită:
- Vocalele ㅓ /ʌ/ și ㅡ /ɯ/ sunt reprezentate prin digramele eo și eu, înlocuind ŏ ŭ din sistemul McCune-Reischauer.
  - Totuși, ㅝ /wʌ/ se scrie wo (nu weo), iar ㅢ /ɰi/ se scrie ui (nu eui).
- Spre deosebire de McCune-Reischauer, consoanele aspirate (ㅋ /kʰ/, ㅌ /tʰ/, ㅍ /pʰ/, ㅊ /t͡ɕʰ/) nu se scriu cu apostrof: k, t, p, ch. Omoloagele lor neaspirate (ㄱ /k/, ㄷ /t/, ㅂ /p/, ㅈ /t͡ɕ/) se scriu cu omoloagele sonore și neaspirate g, d, b, j.
  - Totuși, toate consoanele (mai puțin sonantele m, n, ng și l) se scriu k, t, p când sunt urmate de altă consoană sau când se află în poziție finală, fiindcă devin oclusive neeliberate: 벽 [pjʌk̚] → byeok, 밖 [pak̚] → bak, 부엌 [pu.ʌk̚] → bueok (dar 벽에 [pjʌ.ɡe̞] → byeoge, 밖에 [pa.k͈e̞] → bakke, 부엌에 [pu.ʌ.kʰe̞] → bueoke).
- ㅅ /s/ se scrie s indiferent de (semi)vocalele care urmează; nu există sh: 사 [sa] → sa, 시 [ɕi]  → si (nu shi).
  - Când e urmat de o altă consoană sau în poziție finală, se scrie t: 옷 [ot̚] → ot (dar 옷에 [o.se̞] → ose).
- ㄹ /l/ este r înainte de o (semi)vocală și l oriunde altundeva; doi ㄹ consecutivi se transcriu ll: 리을 [ɾi.ɯl] → rieul, 철원 [t͡ɕʰʌ.ɾwʌn] → Cheorwon, 울릉도 [ul.lɯŋ.do] → Ulleungdo, 발해 [pal.ɦɛ̝] → Balhae. La fel ca în McCune-Reischauer, ㄴ /n/ se scrie l atunci când e pronunțat ca o consoană laterală în loc de nazală: 전라북도 [t͡ɕʌl.la.buk̚.do] → Jeollabuk-do.

În plus, există unele mențiuni speciale pentru diverse asimilări.
Alte reguli și recomandări includ următoarele:
- O cratimă poate fi folosită pentru dezambiguizarea silabelor: 가을 → ga-eul („toamnă”) versus 개울 → gae-ul („curs de apă”). Puține publicații oficiale se folosesc, însă, de această prevedere, deoarece cazurile reale de ambiguitate la numele proprii sunt rare.
  - Cratima trebuie folosită în transliterările lingvistice pentru a denota un ㅇ la început de silabă, mai puțin la început de cuvânt: 없었습니다 → eobs-eoss-seubnida, 외국어 → oegug-eo, 애오개 → Ae-ogae.
- Se permite despărțirea prenumelor cu cratimă. Unele schimbări fonologice, care de obicei se indică în alte contexte, sunt ignorate în numele de persoane, pentru o dezambiguizare mai eficientă a persoanelor: 강홍립 → Gang Hongrip sau Gang Hong-rip (nu *Hongnip), 한복남 → Han Boknam or Han Bok-nam (nu *Bongnam sau Bong-nam).
- Unitățile administrative (de exemplu do) se despart prin cratimă de toponimul propriu-zis: 강원도 → Gangwon-do.
  - Se pot omite termeni precum 시, 군, 읍: 평창군 → Pyeongchang-gun sau Pyeongchang, 평창읍 → Pyeongchang-eup sau Pyeongchang.
  - Totuși, numele de atracții geografice și structuri artificiale nu se despart conform acestei reguli: 설악산 → Seoraksan, 해인사 → Haeinsa.
- Numele proprii se scriu cu inițiale majuscule.

## Uz

### În Coreea
La fel ca multe limbi europene care au trecut prin simplificări ale grafiei (precum portugheza, germana, româna și suedeza), nu este de așteptat ca Romanizarea Revizuită să fie adoptată drept romanizare oficială a numelor de familie coreene; puține persoane au adoptat-o voluntar. Conform unui studiu din 2009 al Institutului Național al Limbii Coreene bazat pe 63 351 de înscrieri pentru pașapoarte sud-coreene în 2007, pentru fiecare dintre cele mai răspândite 3 nume de familie, Kim (김 Gim), Lee (이 I) și Park (박 Bak), mai puțin de 2% dintre înscriși au cerut ca numele lor să fie romanizat conform Romanizării Revizuite (afișate între paranteze). Este încurajată, dar nu impusă schimbarea pentru prenume și nume de mărci.
Toate manualele coreene au trebuit să adere la noul sistem până la 28 februarie 2002. Ziarele de limbă engleză din Coreea de Sud au refuzat, inițial, noul sistem, criticându-i neajunsurile, însă au cedat mai târziu, la presiunea guvernului. Korea Times a fost ultimul ziar major de limbă engleză care a trecut la noul sistem (abia în mai 2006).
Coreea de Nord continuă să folosească o variantă a sistemului de romanizare McCune-Reischauer; altă variantă a fost folosită oficial în Coreea de Sud între 1984 și 2000.

### În afara Coreei
Manualele și dicționarele destinate celor ce învață coreeana tind să includă această romanizare. Totuși, unele edituri au admis dificultățile sau confuzia pe care le poate cauza pentru vorbitorii nenativi nefamiliarizați cu convențiile acestui tip de romanizare.

## Reguli de transcriere

### Vocale
| Hangul     | ㅏ | ㅐ | ㅑ | ㅒ  | ㅓ | ㅔ | ㅕ  | ㅖ | ㅗ | ㅘ | ㅙ  | ㅚ | ㅛ | ㅜ | ㅝ | ㅞ | ㅟ | ㅠ | ㅡ | ㅢ | ㅣ |
| Romanizare | a  | ae | ya | yae | eo | e  | yeo | ye | o  | wa | wae | oe | yo | u  | wo | we | wi | yu | eu | ui | i  |

### Consoane
| Hangul     | Hangul   | ㄱ | ㄲ | ㄴ | ㄷ | ㄸ | ㄹ | ㅁ | ㅂ | ㅃ | ㅅ | ㅆ | ㅇ | ㅈ | ㅉ | ㅊ | ㅋ | ㅌ | ㅍ | ㅎ |
| Romanizare | Inițială | g  | kk | n  | d  | tt | r  | m  | b  | pp | s  | ss | –  | j  | jj | ch | k  | t  | p  | h  |
| Romanizare | Finală   | k  | k  | n  | t  | –  | l  | m  | p  | –  | t  | t  | ng | t  | –  | t  | k  | t  | p  | t  |

ㄱ, ㄷ, ㅂ și ㄹ sunt, de obicei, transcrise g, d, b, r înainte de o vocală și k, t, p, l la final de cuvânt sau înainte de altă consoană.

### Prevederi speciale
Romanizarea Revizuită transcrie anumite schmbări fonetice ce au loc în unele alăturări între o finală și următoarea inițială: de exemplu, Hanguk → Hangugeo. Schimbările semnificative sunt evidențiate cu galben:
| inițiala următoare → finala precedentă ↓ | inițiala următoare → finala precedentă ↓ | ㅇ    | ㄱ  | ㄴ     | ㄷ  | ㄹ     | ㅁ  | ㅂ  | ㅅ  | ㅈ  | ㅊ   | ㅋ  | ㅌ  | ㅍ  | ㅎ        |
| inițiala următoare → finala precedentă ↓ | inițiala următoare → finala precedentă ↓ | —     | g   | n      | d   | r      | m   | b   | s   | j   | ch   | k   | t   | p   | h         |
| ---------------------------------------- | ---------------------------------------- | ----- | --- | ------ | --- | ------ | --- | --- | --- | --- | ---- | --- | --- | --- | --------- |
| ㄱ                                       | k                                        | g     | kg  | ngn    | kd  | ngn    | ngm | kb  | ks  | kj  | kch  | k-k | kt  | kp  | kh, k     |
| ㄴ                                       | n                                        | n     | n-g | nn     | nd  | ll, nn | nm  | nb  | ns  | nj  | nch  | nk  | nt  | np  | nh        |
| ㄷ                                       | t                                        | d, j  | tg  | nn     | td  | nn     | nm  | tb  | ts  | tj  | tch  | tk  | t-t | tp  | th, t, ch |
| ㄹ                                       | l                                        | r     | lg  | ll, nn | ld  | ll     | lm  | lb  | ls  | lj  | lch  | lk  | lt  | lp  | lh        |
| ㅁ                                       | m                                        | m     | mg  | mn     | md  | mn     | mm  | mb  | ms  | mj  | mch  | mk  | mt  | mp  | mh        |
| ㅂ                                       | p                                        | b     | pg  | mn     | pd  | mn     | mm  | pb  | ps  | pj  | pch  | pk  | pt  | p-p | ph, p     |
| ㅅ                                       | t                                        | s     | tg  | nn     | td  | nn     | nm  | tb  | ts  | tj  | tch  | tk  | t-t | tp  | th, t, ch |
| ㅇ                                       | ng                                       | ng-   | ngg | ngn    | ngd | ngn    | ngm | ngb | ngs | ngj | ngch | ngk | ngt | ngp | ngh       |
| ㅈ                                       | t                                        | j     | tg  | nn     | td  | nn     | nm  | tb  | ts  | tj  | tch  | tk  | t-t | tp  | th, t, ch |
| ㅊ                                       | t                                        | ch    | tg  | nn     | td  | nn     | nm  | tb  | ts  | tj  | tch  | tk  | t-t | tp  | th, t, ch |
| ㅌ                                       | t                                        | t, ch | tg  | nn     | td  | nn     | nm  | tb  | ts  | tj  | tch  | tk  | t-t | tp  | th, t, ch |
| ㅎ                                       | t                                        | h     | k   | nn     | t   | nn     | nm  | p   | hs  | ch  | tch  | tk  | tt  | tp  | t         |

Schimbările fonetice între silabe nu se transcriu în nume de persoane: 정석민 → Jeong Seok(-)min (nu Seong(-)min), 최빛나 → Choe Bit(-)na (nu Binna).
Sunt reflectate în romanizare schimbările în care ㄱ, ㄷ, ㅂ și ㅈ sunt adiacente cu ㅎ: 좋고 → joko, 놓다 → nota, 잡혀 → japyeo, 낳지 → nachi, mai puțin în substantivele în care ㅎ vine după ㄱ, ㄷ sau ㅂ: 묵호 → Mukho, 집현전 → Jiphyeonjeon.